# Aleksander Sopliński

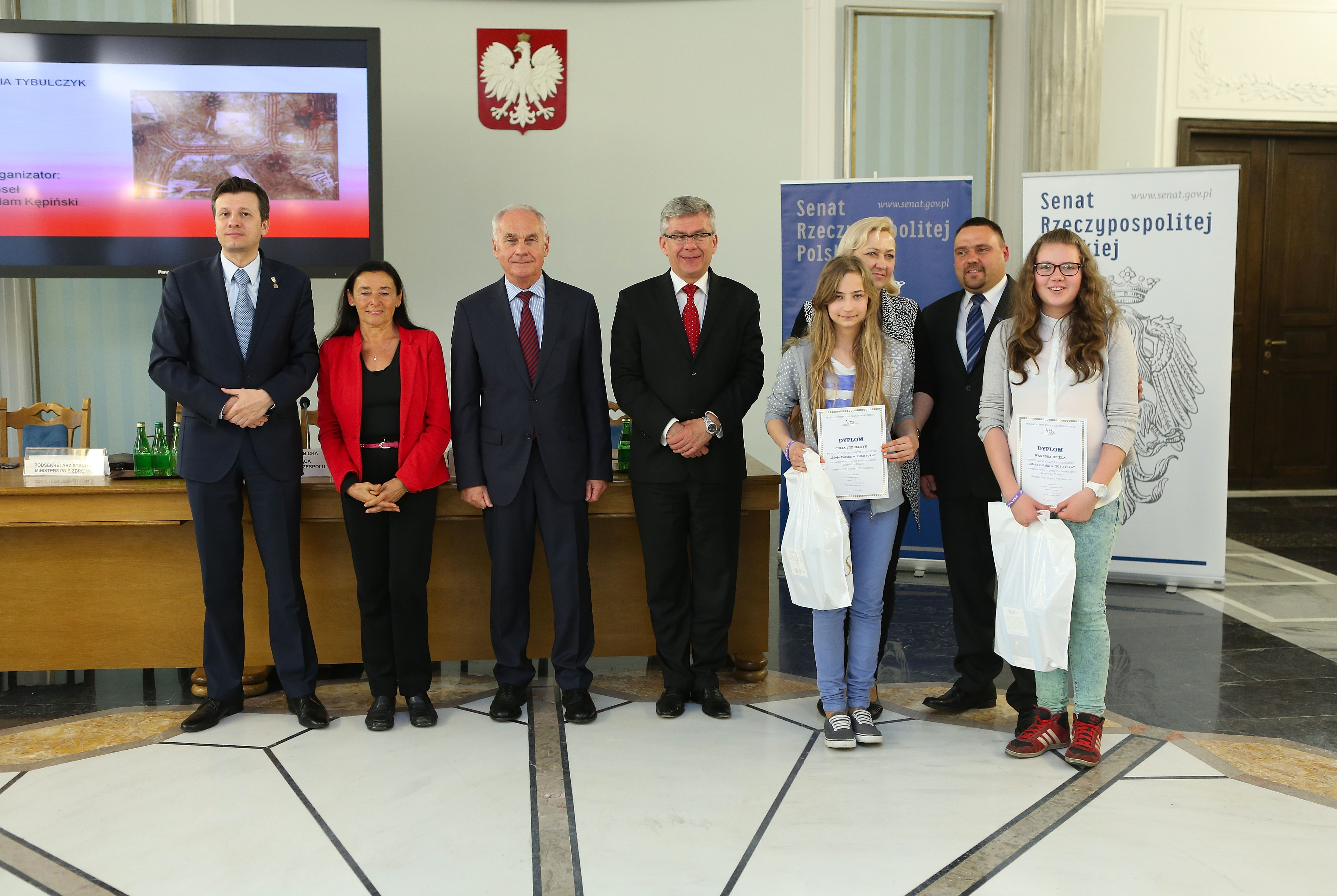
Aleksander Soplliński (trzeci z lewej) w Sejmie (2014)

Aleksander Sopliński (ur. 25 marca 1942 w Ciechanowie, zm. 20 kwietnia 2021) – polski polityk, lekarz i samorządowiec, poseł na Sejm V i VI kadencji, w latach 2012–2015 podsekretarz stanu w Ministerstwie Zdrowia.

## Życiorys
Absolwent Akademii Medycznej w Gdańsku. Z zawodu lekarz, pracował m.in. jako ordynator oddziału położniczo-ginekologicznego Specjalistycznego Szpitala Wojewódzkiego w Ciechanowie, który znalazł się w dwudziestce najlepszych oddziałów szpitalnych tej specjalności w Polsce w rankingu tygodnika „Wprost”.
Od 1973 należał do Zjednoczonego Stronnictwa Ludowego, w 1990 został członkiem Polskiego Stronnictwa Ludowego. W latach 1990–1998 był wiceprzewodniczącym, a następnie przewodniczącym rady miasta Ciechanowa. W latach 1998–2002 zasiadał w Sejmiku Województwa Mazowieckiego. W 2002 nie uzyskał reelekcji, jednak na początku kadencji zastąpił w samorządzie województwa Henryka Kisielewskiego. Pełnił m.in. funkcję wiceprzewodniczącego sejmiku.
W wyborach parlamentarnych w 2001 kandydował bez powodzenia na posła. W wyborach w 2005 został wybrany do Sejmu V kadencji z listy PSL w okręgu płocko-ciechanowskim. Zasiadał m.in. w Komisji Zdrowia, Komisji Polityki Społecznej oraz Komisji Kultury i Środków Przekazu. W wyborach parlamentarnych w 2007 otrzymał 3399 głosów (3. miejsce na okręgowej liście PSL, której przypadły dwa miejsca w Sejmie). Mandat objął jednak wkrótce po rozpoczęciu VI kadencji – 23 listopada 2007 złożył ślubowanie poselskie, zastępując w parlamencie Adama Struzika (który zdecydował się pozostać na stanowisku marszałka województwa). Zasiadł w Komisji Kultury Fizycznej, Sportu i Turystyki. W wyborach parlamentarnych w 2011 nie został wybrany na kolejną kadencję. 29 lutego 2012 został powołany na stanowisko podsekretarza stanu w Ministerstwie Zdrowia. W grudniu 2014 zapowiedziano jego odwołanie, zakończył urzędowanie w styczniu 2015.
Został pochowany na cmentarzu komunalnym w Ciechanowie.

## Odznaczenia
Odznaczony Krzyżem Kawalerskim (1999) i Oficerskim (2011) Orderu Odrodzenia Polski.

## Życie prywatne
Syn Aleksandra. Był żonaty, miał dwóch synów.